# زون (حومة دامغان)
زون (بالفارسية: زون) هي مستوطنة تقع في إيران في منطقة مركزية ريفية.